# Ernesto Inarkiev
Ernesto Inarkiev (tiếng Nga: Эрнесто Инаркиев; sinh ngày 9 tháng 12 năm 1985) là một đại kiện tướng cờ vua người Nga, cũng là đại kiện tướng đầu tiên của nước Cộng hòa Kalmykia.. Anh là nhà đương kim vô địch châu Âu.

## Thời gian đầu
Inarkiev có tên đặt theo Ernesto "Che" Guevara,. Anh được sinh ra tại tỉnh Osh, Kyrgyzstan (thời điểm đó thuộc Liên Xô) và thi đấu cho đất nước mình tại hai kỳ Olympiad cờ vua: năm 1998, đạt 6,5/9 điểm tại bàn dự bị thứ hai và năm 2000, đạt 9/14 điểm tại bàn bốn. Năm 1999, khi mới 14 tuổi, anh vô địch châu Á lứa tuổi 16 và đồng thời vô địch quốc gia Kyrgyzstan. Anh chuyển đổi sang đánh cho Nga kể từ năm 2000, sau khi chấp nhận lời đề nghị của chủ tịch FIDE Kirsan Ilyumzhinov chuyển đến sống tại Elista cùng với gia đình.

## Giải trẻ
Anh vô địch châu Âu lứa tuổi 16 năm 2001. Năm 2002, Inarkiev vô địch thanh niên Nga (lứa tuổi 20) tại Vladimir với điểm số 9,5/11.

## Giải quốc gia
Tại cấp độ quốc gia, năm 2006 Inarkiev vô địch vòng loại Giải cờ vua vô địch Nga, xếp trên các kỳ thủ mạnh như Malakhov, Najer, Zvjaginsev, Dreev... Sau đó anh tiếp tục về thứ ba tại Giải vô địch diễn ra vào cuối năm.

## Giải châu lục
Tại giải vô địch cờ vua châu Âu 2016, Inarkiev chỉ là hạt giống số 12 nhưng với phong độ cao đã giành chức vô địch. Anh là một trong 3 kỳ thủ có 4 ván thắng liền đầu giải, thắng 3 vòng liên tiếp từ 7 đến 9 trước những kỳ thủ đang dẫn đầu giải như Saric, Navara. Hai ván hòa ở hai vòng cuối đủ để Inarkiev lên ngôi vô địch với thành tích bất bại, đạt 9/11 điểm (+7 =4).

## Giải mời
Tại các giải mời, Inarkiev được quyền tham dự chuỗi Grand Prix đầu tiên từ 2008 đến 2010 nhờ suất đại diện cho thành phố Elista. Tuy nhiên anh thi đấu không thành công khi xếp cuối cùng trong bảng tổng sắp. Anh từng một vài lần giành hạng ba giải Poikovsky.

## Giải mở
Tại các giải mở rộng, năm 2010 anh đồng điểm vô địch với Chernyshov, Lê Quang Liêm và Bareev tại giải Moskva mở rộng,. Inarkiev vô địch giải Baku mở rộng 2014 sau khi hơn Lupulescu hệ số phụ. Năm 2015, anh một lần nữa vô địch Moskva với điểm số 8/9.

## Giải thế giới
Tại các giải đấu cấp độ thế giới, anh thi đấu ở Giải vô địch thế giới FIDE 2004, bị Dominguez loại từ vòng 1. Anh tham dự đầy đủ các Cúp cờ vua thế giới kể từ 2005. Thành tích cao nhất là lọt vào vòng 3 năm 2007. Sau khi thắng Vallejo Pons ở vòng 2, anh bại trận trước Aronian ở vòng 3.